# ريان جينس
ريان جينس هو فنان قتال مختلط كندي، ولد في 22 أغسطس 1981 في غراند فولز وندسور ‏ في كندا.

## وصلات خارجية
- ريان جينس على موقع يو إف سي (الإنجليزية)
- ريان جينس على موقع شيردوغ (الإنجليزية)
- ريان جينس على موقع IMDb (الإنجليزية)